# Cantley (Norfolk)
Cantley ist ein Ort in der Gemeinde (Civil parish) Cantley, Limpenhoe and Southwood. Sie liegt in der englischen Grafschaft Norfolk und dem Naturschutzgebiet der Norfolk Broads am Fluss Yare.

## Geschichte
Der Name des Ortes bedeutet „Waldlichtung von Canta“.
Bei Ausgrabungsarbeiten wurden Spuren früher Besiedlung in dem Gebiet der jetzigen Ortschaft während der römischen Besetzung gefunden. Im Jahr 1086 befand sich Cantley gemäß Eintrag im Domesday Book im Besitz von König Wilhelm I.

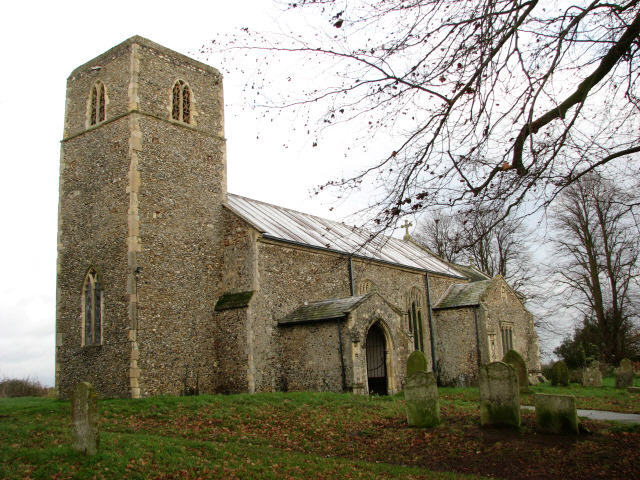
Kirche St Margaret

Die St Margarets Kirche in Cantley ist mittelalterlichen Ursprungs; sie wurde um das Jahr 1867 restauriert. Am Fluss liegt eine erhaltene postmittelalterliche Windmühle, die der Entwässerung der umliegenden Sümpfe diente.
Am 1. April 1935 wurden die selbstständigen Gemeinden Cantley, Limpenhoe und Southwood administrativ zusammengelegt.

## Lage und Beschreibung
Cantley ist ein größerer Ort im Südosten des Distrikts Broadland, 17 Kilometer östlich von Norwich und 15 Kilometer südwestlich von Great Yarmouth gelegen. Der Yare bildet die südliche Grenze, während die anderen Grenzen Deichen, Straßen und anderen Landschaftsmerkmalen folgen. Die kleine Landstraße B1140 von South Walsham und Beighton führt von Nordosten in die Gemeinde und endet am Fluss.
Das Gebiet der Gemeinde grenzt im Norden an die Gemeinden Strumpshaw, Beighton und Freethorpe und im Osten an Reedham. Südlich des Yare liegt die Gemeinde Langley mit Hardley.
Die Gebietskörperschaft Cantley, Limpenhoe and Southwood hat eine Ausdehnung von knapp 13 Quadratkilometern und 733 Einwohner (2011). Im Ortszentrum befindet sich ein Bahnhof der Norwich – Lowestoft Bahnverbindung (Wherry line).
Am Fluss liegt ein Gasthaus, das Anlegestellen für Gäste bereithält. Daneben bestehen öffentliche Anlegeplätze für die Sportschifffahrt, die von der Broads Authority unterhalten werden.

### Zuckerfabrik
Cantley ist bekannt für seine Zuckerfabrik zur Verarbeitung von Zuckerrüben, die nach Lavenham (Suffolk) die zweite Zuckerrübenverarbeitungsfabrik im Vereinigten Königreich war. Sie wurde im Jahr 1912 von niederländischen Investoren gebaut und wurde im Jahr 1916 geschlossen, da sie sich als unwirtschaftlich erwies.
Nach dem Ersten Weltkrieg gingen die Importe von Zucker aus Ländern des europäischen Festlands drastisch zurück. Aus diesem Grund wurde die English Beet Sugar Corporation im Jahr 1920 gegründet, die das Werk in Cantley wieder eröffnete.
Die Fabrik ging in den Besitz von British Sugar über und beschäftigte Ende des 20. Jahrhunderts 112 ständige Mitarbeiter, die in der Erntesaison durch zahlreiche Zeitarbeitskräfte verstärkt werden.
Sie ist eine von vier Fabriken, die die Verarbeitung der gesamten Zuckerrübenernte des Landes durchführt, wird von rund 900 Landwirten, die Zuckerrüben anbauen beliefert und verarbeitet durchschnittlich 8.200 Tonnen Zuckerrüben am Tag.
In den Jahren 2008 und 2009 wurde über einen Antrag auf Erweiterung des Werksgeländes berichtet, der die Zuckerproduktion aus Zuckerrohr aus Entwicklungsländern ermöglichen soll.
Das Werksgelände von British Sugar Cantley ist ebenso groß wie das gesamte besiedelte Gebiet des Ortes.